# Велике століття

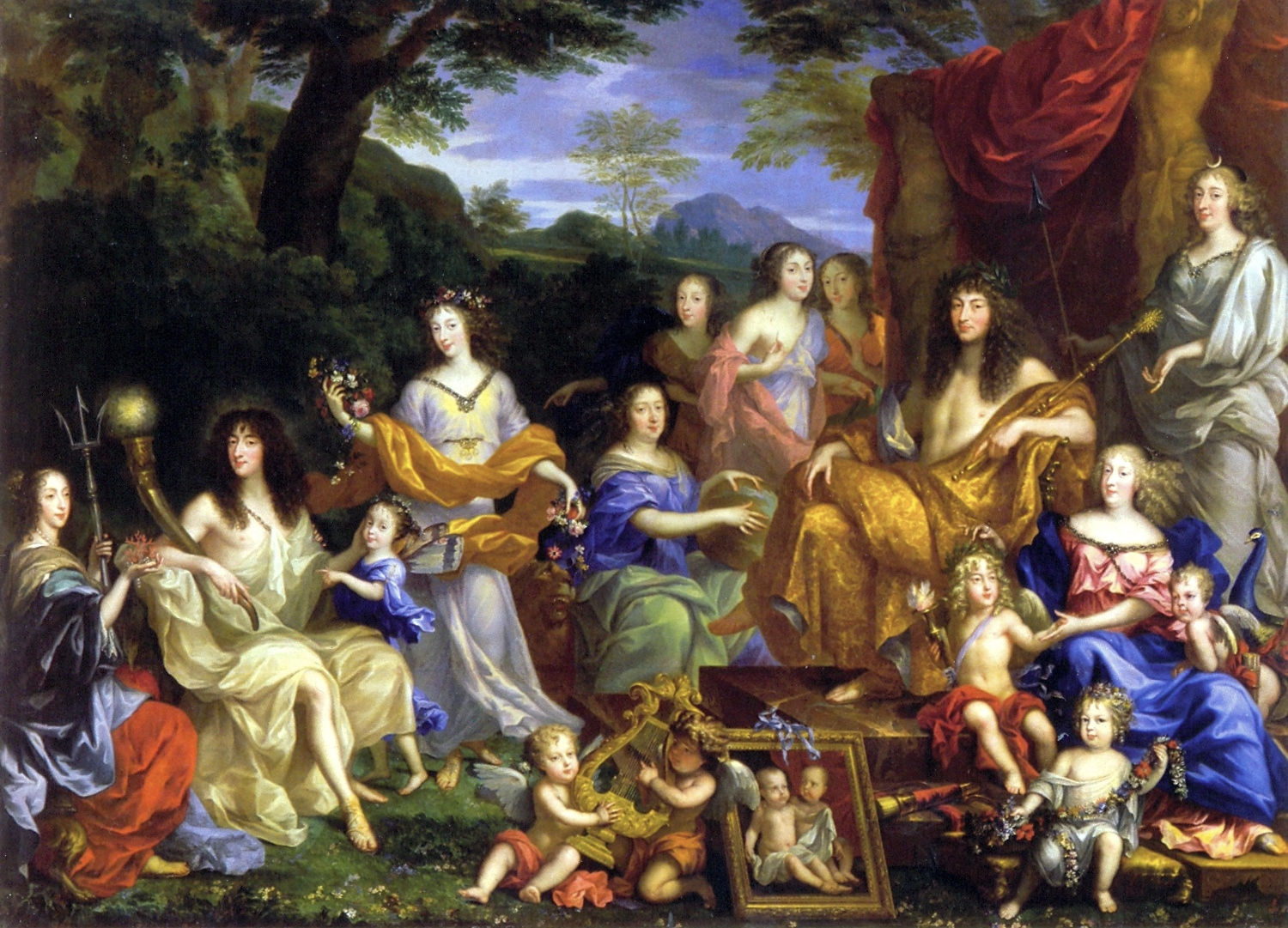
Людовик XIV з родиною. 1670 рік

Велике століття (фр. Grand Siècle) — історична доба, що традиційно виділяється у французькій історіографії під час правління трьох перших королів династії Бурбонів — Генріха IV Великого (1589—1610), Людовика XIII Справедливого (1610—1643) і Людовика XIV, Короля-Сонце (1643—1715).

## Особливості доби
Епоха Ренесансу і Релігійних воєн, Велике століття і галантна доба в сукупності утворюють епоху дореволюційної Франції, або Старого порядку у Франції.
Підписанням Нантського едикту остаточно завершилася кровопролитна епоха громадянських воєн. В результаті завершенняя централізації Франції були створені передумови для зовнішньої експансії в Європі і в колоніях. Завдяки далекоглядній політиці цих трьох монархів та їх радників, герцога Сюллі, кардиналів Рішельє і Мазаріні і міністра фінансів Кольбера, до кінця XVII століття у військово-політичному і культурно-ідеологічному аспектах Франція підійшла як гегемона Європи. Наслідком цього стала повальна франкофілія національних еліт.
Війна за іспанську спадщину (1701—1714) намітила ослаблення позицій Франції в протистоянні з Англією, де в результаті Славної революції 1688 року режим Стюартів змінився конституційною монархією. Після смерті Людовика XIV в 1715 році у Франції намітилася криза абсолютної монархії, що припала на період, що увійшов до історії під назвою « галантної доби». 